# رولاند شلينجير
رولاند شلينجير (بالألمانية: Roland Schlinger) مواليد 17 سبتمبر 1982 في فيينا، هو لاعب كرة يد نمساوي يلعب كظهير أيسر. مثل منتخب النمسا لكرة اليد.

## سجل المنافسة
شارك في البطولات التالية:
- بطولة العالم لكرة اليد للرجال 2015
- بطولة أوروبا لكرة اليد للرجال 2014

## روابط خارجية
- رولاند شلينجير على موقع الاتحاد الأوروبي لكرة اليد (الإنجليزية)